# Jessica & Krystal
 (mai 2015).
Le contenu est difficilement compréhensible vu les erreurs de traduction, qui sont peut-être dues à l'utilisation d'un logiciel de traduction automatique.
Jessica & Krystal est une émission de télé-réalité de la chaîne sud-coréenne OnStyle mettent en scène les sœurs américano-coréennes Jessica Jung des Girls' Generation et Krystal Jung des f(x).

## Résumé

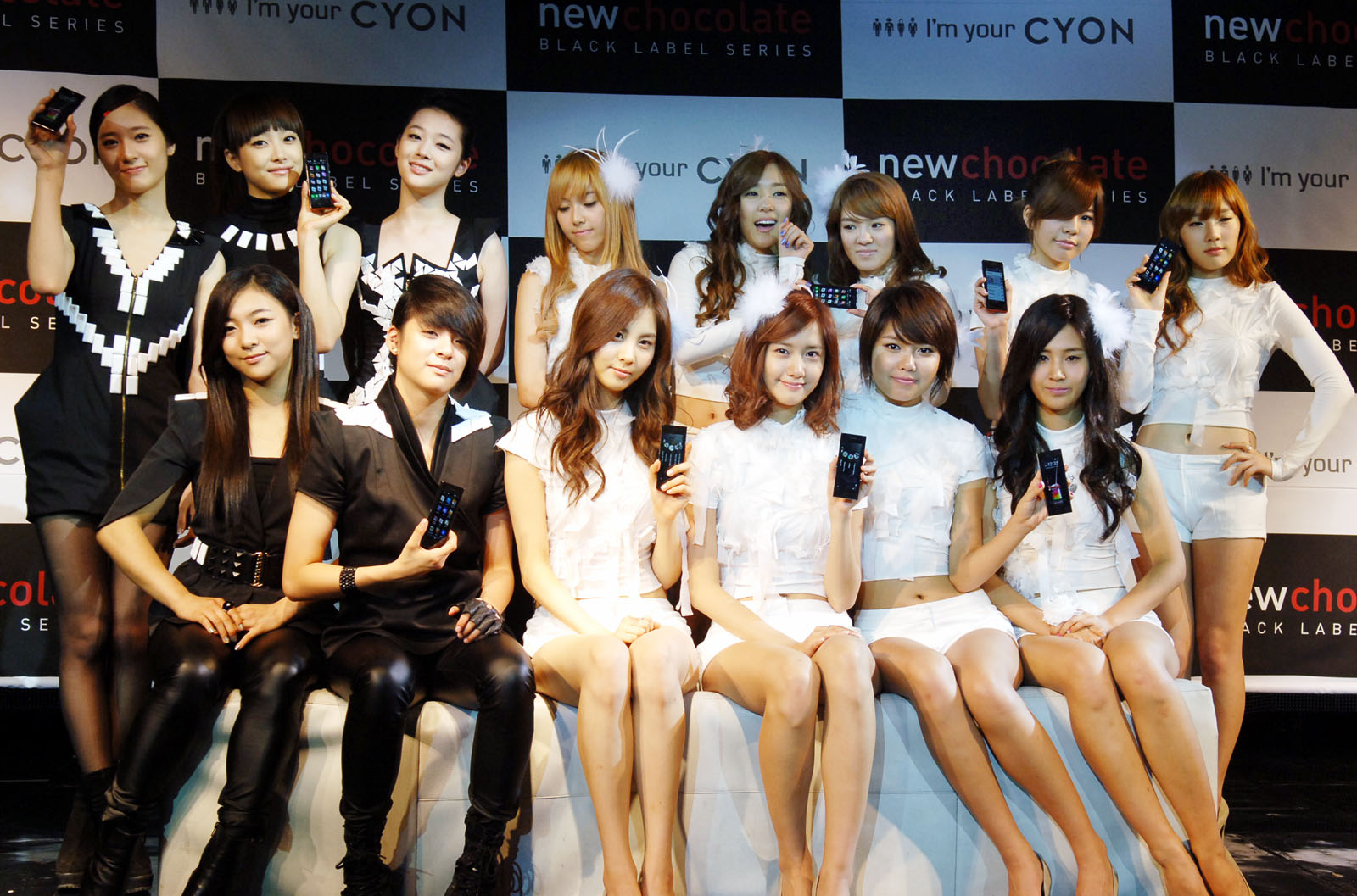
Jessica & Krystal avec leurs groupes respectifs en 2009, lors d'une performance de leur single Chocolate Love afin de présenté les téléphones Chocolate et Cookie de LG.

Jessica & Krystal révèle aux téléspectateurs la vie quotidienne de Jung Soo-Yeon des Girls' Generation et de sa sœur Jung Soo-Jung des f(x) comme sœurs, amies et partenaires.
L'utilisation de leurs noms coréens implique que les téléspectateurs verront des aspects de la vie privée des deux sœurs, au lieu de leur apparition sur scène en tant que Jessica et Krystal.
L'émission fait également voir les activités professionnelles tels que des photoshoots, des fansigns, des concerts, ainsi que le tournage du vidéoclip de Red Light.
Kim Ji Wook, le producteur de l'émission, a déclaré : « leur véritable mode de vie sera dévoilé. Nous vous demandons de montrer beaucoup d'intérêt et d'anticipation pour les révélations et les histoires privées qui pourront être dévoilées au cours de l'émission ».

#### Galerie

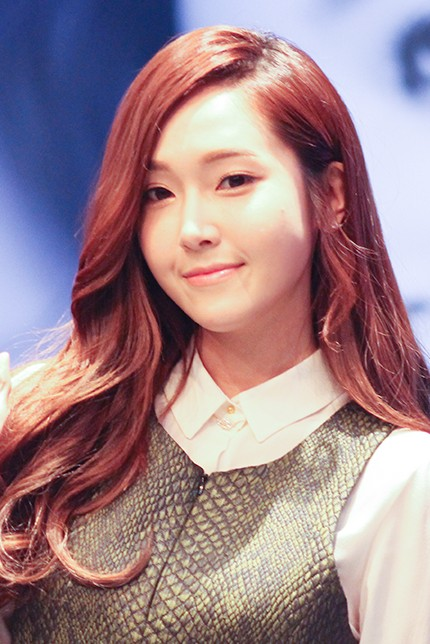
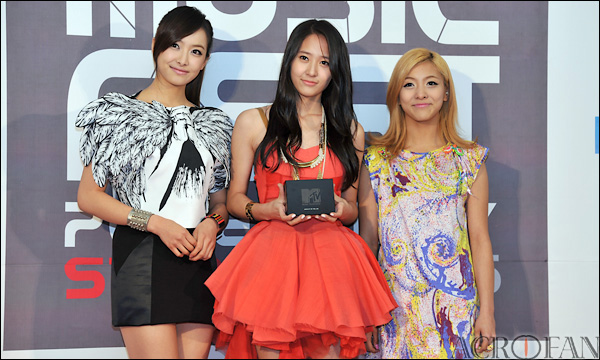
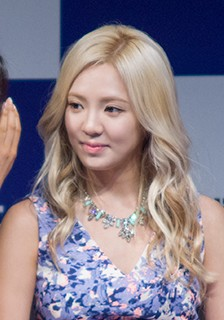
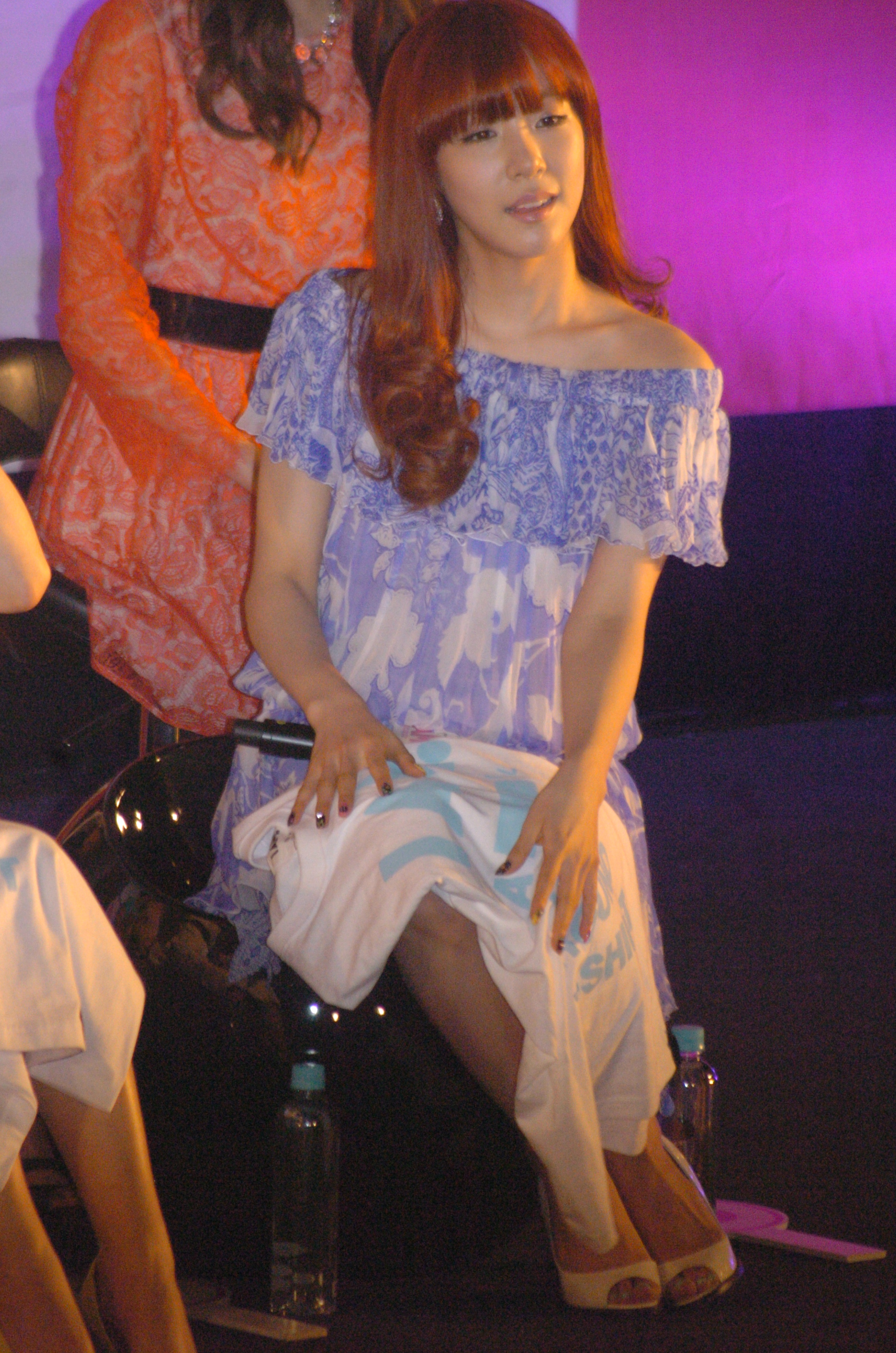
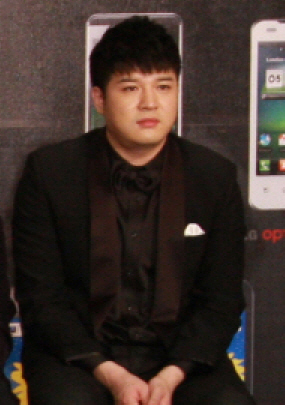

### Invités
| Groupe            | Episodes | Membre(s)                     | Notes |
| ----------------- | -------- | ----------------------------- | --- |
| Girls' Generation | 2 & 3    | Hyoyeon & Tiffany             | Visite Jessica et Krystal avant leurs départ pour New York,.                                                      |
| Super Junior      | 2        | Shindong                      | Rencontre surprise dans la rue.                                                                                   |
| F(x)              | 5 & 6    | Victoria, Luna, Sulli & Amber | Tournage du vidéoclip de "Red Light" et visite de la maison par Victoria et Luna,, suivi d'une partie de bowling. |